# Narathura heliogabalus
Narathura heliogabalus är en fjärilsart som beskrevs av Adalbert Seitz 1926. Narathura heliogabalus ingår i släktet Narathura och familjen juvelvingar. Inga underarter finns listade i Catalogue of Life.